# Церковь Апостола Андрея (Дюссельдорф)
Церковь Апостола Андрея (нем. Andreaskirche) — барочная церковь в столице (федеральной земли Северный Рейн — Вестфалия) — городе Дюссельдорфе (Германия). Церковь находится на улице Andreasstraße в «Старом городе». Здание церкви с 1984 года находится под охраной государства .

## История
В первой половине XVII века пфальцграф Вольфганг Вильгельм фон Пфальц-Нойбург разрешил деятельность ордена иезуитов в герцогстве Юлих-Берг. В связи с этим в 1622—1629 году в Дюссельдорфе сооружается иезуитская церковь и освящается в честь Апостола Андрея. Здание построено в стиле южнонемецкого барокко времен контрреформации.

Во второй половине XVII века с западной стороны к церкви пристраивается здание коллегии иезуитов. В 1716—1717 годах с северной стороны к зданию церкви архитектором Симоном дель Сарто пристраивается усыпальница семейства Виттельсбахов, к которому относились правители герцогства Юлих-Берг и курфюрсты Пфальца. В частности в усыпальнице находится роскошный саркофаг умершего в 1716 году курфюрста Пфальца Иоганна-Вильгельма, памятник которому находится на площади Markplatz перед зданием Дюссельдорфской ратуши.

 После роспуска ордена иезуитов папой Климентом XIV в 1773 году церковь Апостола Андрея стала служить приходской церковью, каковой и оставалась до 2005 года, когда она была передана ордену доминиканцев.

## Внутреннее оформление церкви

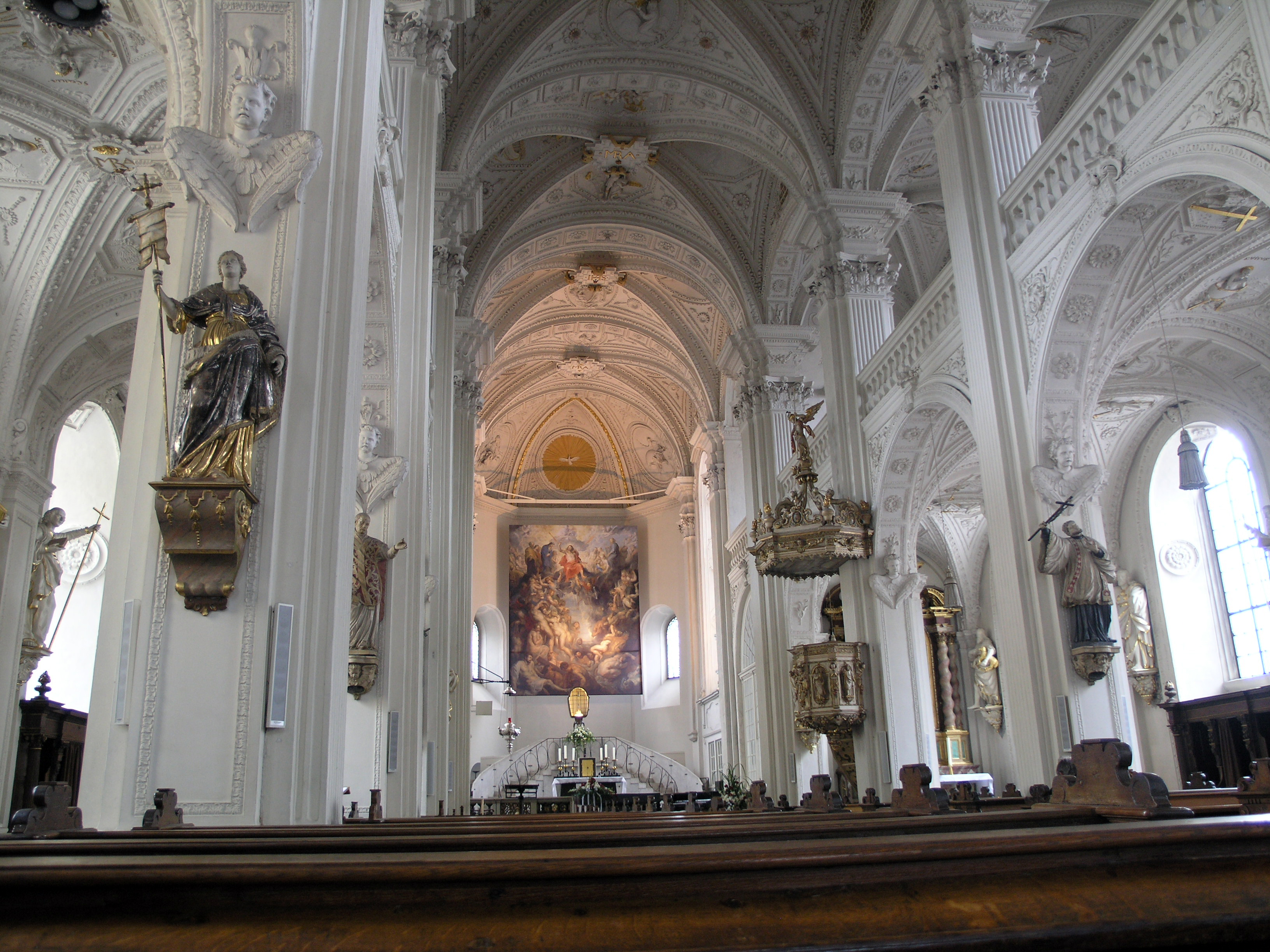
Внутренний вид церкви

Внутри церковь Апостола Андрея богато декорирована. В церкви установлены статуи в натуральную величину двенадцати апостолов, евангелистов, различных святых и деятелей ордена иезуитов.
Барочный алтарь был уничтожен во время второй мировой войны.
В 1959—1960 годах скульптором Эвальдом Матаре был создан новый алтарь с трехступенчатой площадкой, дарохранительницей и двумя белыми мраморными лестницами.

 В 1782 году мастером Петером Кемпером был создан орган. Корпус органа был создан мастерами Бернхардом Орлинским и Йозефом Циммерманном. В 1900 году орган был оснащен электро-механической трактурой. Поврежденный во время второй мировой войны орган был восстановлен в 1953 году органной фирмой «Fabritius», а в 1970—1971 году он был переделан специалистами органной фирмы «Rudolf von Beckerath Orgelbau».